# Johann Leonhard Hug
Johann Leonhard Hug (ur. 1 czerwca 1765 w Konstancji, zm. 11 marca 1846 we Fryburgu Bryzgowijskim) – katolicki duchowny, niemiecki biblista, krytyk tekstu Nowego Testamentu.

## Życiorys
Był synem ślusarza, od 1775 do 1781 roku uczył się w gimnazjum w Konstancji. W latach 1781–1783 studiował filozofię w liceum w Konstancji. W 1783 roku zaczął studiować teologię na Uniwersytecie we Fryburgu, w latach 1788-1789 uczęszczał do seminarium duchownego w Meersburgu. W 1789 roku otrzymał święcenia kapłańskie w katedrze w Konstancji.
W 1791 roku zaproponowano mu katedrę języków orientalnych i Starego Testamentu we Fryburgu. W 1793 roku uzyskał doktorat na Wydziale Teologicznym w owym mieście.
Hug w 1827 roku został członkiem kapituły katedralnej we Fryburgu, od 1843 roku był dziekanem.
Johann Martin Augustin Scholz był jego uczniem.

## Rękopisy biblijne
W 1809 roku przeglądał Kodeks Watykański w Paryżu. Owocem jego pracy jest: "De antiquitate codicis Vaticani commentatio". Hug nie widział jednak potrzeby, by tekst kodeksu został na nowo skolacjonowany, bo nie oceniał wysoko jego tekstu. Nisko oceniał wszystkie rękopisy przekazujące tekst aleksandryjski. Uważał, że aleksandryjska recenzja powstała w połowie III wieku i polegała na oczyszczeniu "dzikiego" tekstu, podobnego do tekstu Kodeksu Bezy. W wyniku tej recenzji usunięte zostały interpolacje, ponadto dokonano pewnych gramatycznych udoskonaleń. Jako przykład rękopisów przekazujących tekst aleksandryjski podawał: Kodeks Watykański, Kodeks Efrema, Kodeks Regius, 46, ponadto cytaty patrystyczne z pism Atanazego oraz Cyryla Aleksandryjskiego. W Listach Pawła do recenzji hezychiańskiej zaliczał A B C 40.
Do recenzji dokonanej przez Lucjana zaliczał rękopisy E F G H S V, moskiewskie lekcjonarze, przekład gocki oraz cerkiewnosłowiański. Do recenzji dokonanej przez Orygenesa zaliczał rękopisy A K M 42 106 114 116, cytaty Teodoreta i Chryzostoma.

## Dzieła
- Die mosaische Geschichte des Menschen, Frankfurt 1793;
- Die Ursprünge der menschlichen Erkenntnis, Basel 1796;
- Die Erfindung der Buchstabenschrift : ihr Zustand und frühester Gebrauch im Alterthum : mit Hinsicht auf die neuesten Untersuchungen über den Homer, Ulm 1801;
- Einleitung in die Schriften des Neuen Testaments, 2 Te., 1808 (18472);
- De antiquitate Codicis Vaticani commentatio, Freiburg: Herder 1810;
- Untersuchungen über den Mythos der berühmtern Völker der alten welt Vorzüglich der Griechen; dessen entstehen, veränderungen und innhalt, Freiburg 1812 (18232);
- Das hohe Lied einer noch unversuchten Deutung, 1813;
- J.L.M., Schutzschr. f. seine Deutung des Hhld. u. dessen weitere Erl., Freiburg 1815;
- De conjugii christiani vinculo indissolubili commentatio exegetica, 1816;
- De Pentateuchi versione Alexandrina commentatio, 1818;
- Gutachten über das Leben Jesu v. David Friedrich Strauß (1835), 2 Te., 1840-44 (l8542)